# Caçador de escravos

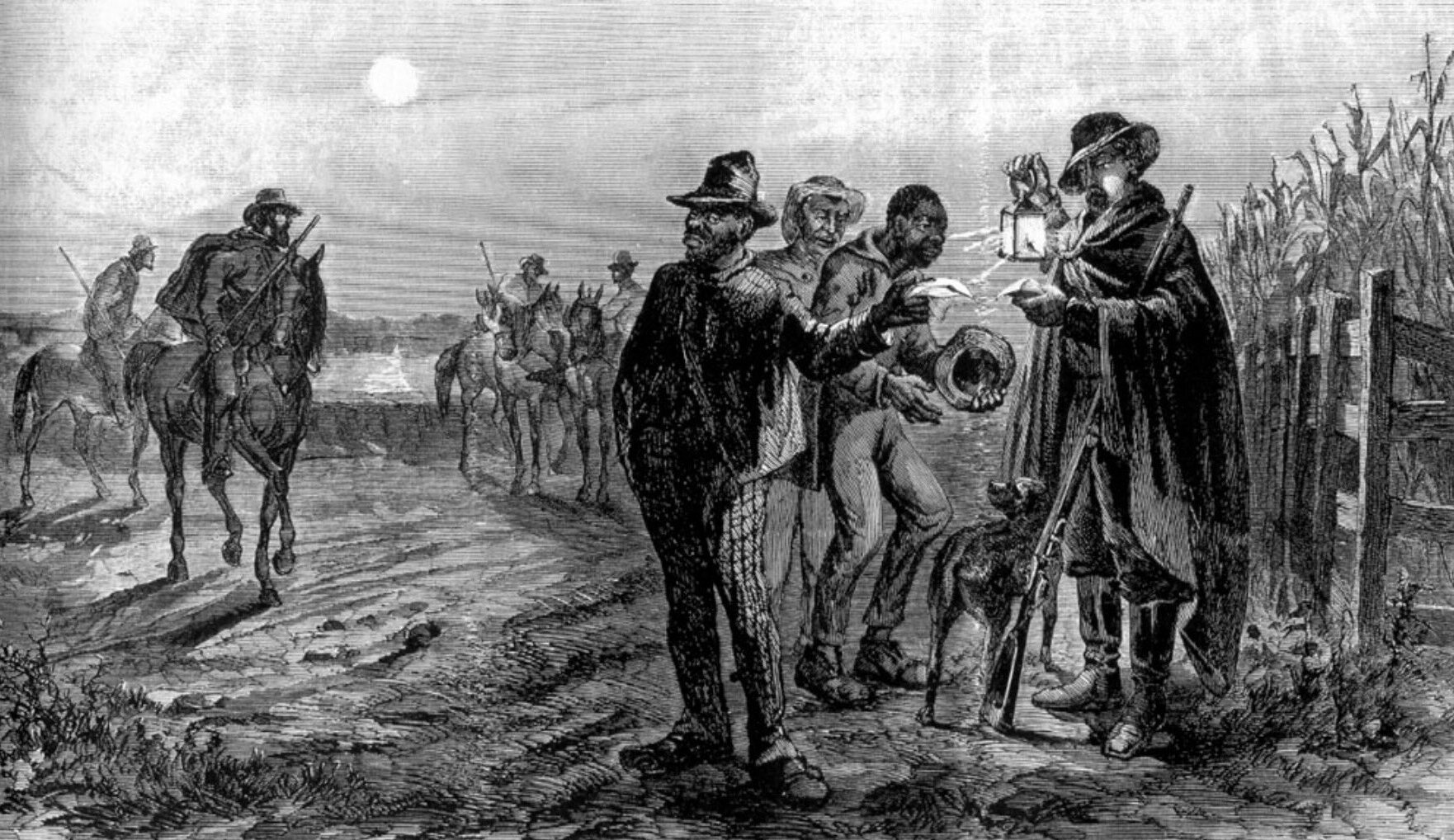
Uma ilustração de patrulheiros de escravos inspecionando as passagens de um grupo de afro-americanos escravizados

Um caçador de escravos é uma pessoa contratada para rastrear e devolver escravos fugitivos aos seus escravizadores. Os primeiros caçadores de escravos nas Américas atuaram nas colônias europeias nas Índias Ocidentais durante o século XVI. Na Virgínia e na Carolina coloniais, os caçadores de escravos (como parte do sistema de patrulha de escravos ) foram recrutados pelos proprietários do Sul a partir do século XVIII para devolver escravos fugitivos; o conceito rapidamente se espalhou pelo resto das Treze Colônias. Após o estabelecimento dos Estados Unidos, os caçadores de escravos continuaram a ser empregados além de atuarem em outros países que não haviam abolido a escravidão, como o Brasil . As atividades dos caçadores de escravos do Sul dos Estados Unidos tornaram-se o centro de uma grande controvérsia no período que antecedeu a Guerra Civil Americana; a Lei do Escravo Fugitivo exigia que aqueles que viviam no norte dos Estados Unidos ajudassem os caçadores de escravos. Os caçadores de escravos nos Estados Unidos deixaram de atuar com a ratificação da Décima Terceira Emenda.